# Alma, Georgia
Alma är en ort i den amerikanska delstaten Georgia med en yta av 15 km² och en folkmängd som uppgår till 3 466 invånare (2010). Alma är administrativ huvudort i Bacon County. Orten grundades officiellt den 26 augusti 1906.